# Art Angels
Art Angels — четвёртый студийный альбом канадской певицы и продюсера Клэр Буше, известной как Граймс. Он был выпущен в цифровом виде 6 ноября 2015 года на лейбле 4AD и на физических носителях 11 декабря 2015. Буше запланировала его запись ещё в 2013 году в качестве сопутствующего её третьему студийному альбому Visions, однако она отбросила большую часть материала из этих сессий и занялась новыми записями в 2014 году. Трек "REALiTi", взятый из предыдущих записей, был выпущен как демо в начале 2015 года. После получения похвалы от критиков в его отношении Буше решила включать альтернативную версию песни в финальном релизе
После записи предыдущего альбома Visions в полностью затемненном помещении во время бессонного трехнедельного периода Буше заявила, что она не будет подвергать себя таким крайностям снова.

## Запись и производство
Работа над альбомом началась в 2013 году. Для записи Art Angels Граймс использовала программное обеспечение Ableton Live, а также научилась играть на гитаре, барабанах, гавайской гитаре и скрипке. Пластинка была полностью записана в домашней студии певицы в Лос-Анджелесе.
К 2014 году Буше записала около сотни песен для её будущей пластинки, большинство которых не попали в альбом. Граймс охарактеризовала запись этих треков как «период, когда у меня не было возможности справиться с чем-либо, поэтому я писала действительно депрессивные песни, и это не было забавным». Помимо того, что треки были слишком мрачными, Буше также не стала включать их в альбом, так как в звуковом плане они не сильно отличались от её предыдущих песен из альбома Visions.
Летом 2014 Граймс выпускает сингл «Go», который был записан совместно с Blood Diamonds. Первоначально песня была написана для барбадосской певицы Рианна, однако после того как Рианна отказалась от трека, Граймс приняла решение выпустить песню в качестве сюрприза для своих поклонников. Позже певица сообщила, что «Go» не попадёт в её будущий альбом.
8 марта 2015 года Граймс выпустила музыкальный клип для демо-версию своей песни «Realiti» в качестве подарка своим поклонникам. «Realiti» был записан во время сессий для Art Angels и не предназначался для включения в окончательную версию ее четвертого альбома. Буше заявила, что демо-версия, которую она выпустила, не прошел этап мастеринга, так как она «потеряла файл (песни) Ableton». Несмотря на то, что певица расценила демо как «что-то вроде беспорядка», песня была хорошо принята критиками и фанатами, что заставило её подумать о включении новой версии песни в финальный релиз Art Angels. Когда был объявлен трек-лист альбома Art Angels, на компакт-диске и в цифровом виде появилась новая версия «Realiti», а демо-версия была включена в качестве бонус-трека только на CD-издание.
19 октября 2015 года Граймс поделилась названием и обложкой Art Angels в социальных сетях и объявила, что на следующей неделе будет выпущено новое музыкальное видео. 26 октября 2015 года Буше сообщила, что ее новый альбом будет доступен в цифровом формате 6 ноября 2015 года, а в физическом - 11 декабря того же года. В дополнение к анонсу, Буше выпустила сингл «Flesh Without Blood / Life in the Vivid Dream», а также музыкальное видео, режиссёром которого стала Граймс, а также отдельные обложки для каждого трека на Art Angels. Песня «Scream» была выпущена как промосингл 29 октября 2015 года. Буше также сняла видео для «Kill V. Maim» со своим братом Мак Буше, которое было выпущено 19 января. «Kill V. Maim» был выпущен 4 марта 2016 года как второй сингл с Art Angels. 9 мая 2016 года Граймс выпустила еще одно совместное музыкальное видео на сингл «California», используя альтернативный микс песни. 5 октября 2016 года певица выпустила музыкальные клипы для четырех песен из альбома: «Butterfly», «World Princess, Pt. II», «Scream» и «Belly of the Beat». Все четыре видеоклипа были сняты летом 2016 её братом Маком Буше на iPhone 6s, во время гастролей Граймс по Европе. 2 февраля 2017 года Граймс выпустила музыкальное видео для «Venus Fly», в котором главную роль сыграла Монэ, Жанель. Режиссёром клипа «Venus Fly» выступила Граймс.

## Релиз
Альбом был выпущен в цифровом виде 6 ноября 2015 года на лейбле 4AD и на физических носителях 11 декабря 2015.
Art Angels дебютировал под № 1 в топе альтернативных альбомов Billboard. Было продано 11 000 экземпляров в первую неделю релиза, и альбом Граймс стал самым успешным за всё время. Он также достиг максимума под №2 и №36 в чартах независимых альбомов Billboard и Billboard 200, соответственно.

## Критика
Art Angels получил широкое признание от музыкальных критиков. По версии Metacritic, который присваивает нормализованный рейтинг из 100 отзывов от основных критиков, альбом получил средний балл 88, что означает "всеобщее признание", основываясь на 27 отзывах. Согласно Consequence of Sound альбом получился наиболее доступный и в то же время в наименьшей степени личный, чисто в стиле Граймс —  максималистский, радостный и раскованный.
Альбом занял первое место как альбом года как по версии NME, так и в Stereogum, возглавив 50 лучших альбомов 2015 года. 11 ноября, 2015 года Pitchfork дали альбому звание «Best New Music»

## Список композиций
Слова и музыка всех песен — Клэр Буше.
| №   | Название                                               | Длительность |
| --- | ------------------------------------------------------ | ------------ |
| 1.  | «laughing and not being normal»                        | 1:47         |
| 2.  | «California»                                           | 3:18         |
| 3.  | «SCREAM» (featuring Aristophanes)                      | 2:20         |
| 4.  | «Flesh without Blood»                                  | 4:24         |
| 5.  | «Belly of the Beat»                                    | 3:25         |
| 6.  | «Kill V. Maim»                                         | 4:06         |
| 7.  | «Artangels»                                            | 4:07         |
| 8.  | «Easily»                                               | 3:03         |
| 9.  | «Pin»                                                  | 3:32         |
| 10. | «REALiTi» (excluded from cassette and vinyl pressings) | 5:06         |
| 11. | «World Princess, Pt. II»                               | 5:05         |
| 12. | «Venus Fly» (featuring Janelle Monáe)                  | 3:45         |
| 13. | «Life in the Vivid Dream»                              | 1:27         |
| 14. | «Butterfly»                                            | 4:12         |

| №   | Название         | Длительность |
| --- | ---------------- | ------------ |
| 15. | «REALiTi» (demo) | 4:18         |

## Исполнители
- Клэр Буше — вокал, продюсирование, обложка
- Жанель Moнэ — дополнительный вокал (в песне "Venus Fly")
- Вэй Пэн-Цзюй — дополнительный вокал (SCREAM)

## Чарты
| Чарт (2015) | Наивысшая отметка |
| ----------- | ----------------- |

## История издания
| Область           | Дата             | Формат | Лейбл | Ист. |
| ----------------- | ---------------- | ------ | ----- | ---- |
| Во всем мире      | 6 ноября 2015    | 4AD    | [ 6 ] |      |
| Канада            | 6 ноября 2015    | [ 7 ]  |       |      |
| Соединенные Штаты | 11 декабря, 2015 | 4AD    | [ 8 ] |      |